# Tokhár nyelv
A tokhár nyelv utód nélkül kihalt indoeurópai nyelv, amelyet Belső-Ázsiában, a ma Kínához tartozó Kelet-Turkesztán (Hszincsiang tartomány) területén található Tarim-medencében beszéltek. Nyelvemlékei először két földrajzilag távol eső területről, a hajdani selyemút mentén álló kolostorokból kerültek elő, a 6–8. századból. A nyelv a görög történészek, köztük Ptolemaiosz által tokhárok (görög: Τόχαροι, Tokharoi) néven ismert népről kapta a nevét. A Tokharisztán név pedig Baktriára utalt az 1. évezredben.
Az utóbbi évtizedek kutatásai bebizonyították azonban, hogy a tokhárok azonosak a kusánokkal, ill. a jüecsikkel, akik már a hsziungnuk előtt nagy birodalmat hoztak létre, amelyik Koreától az Irtis vidékéig terjedt. A jüecsik már az i. e. 3. században az ind kharoṣṭhī írásból kifejlesztett írásrendszerrel rendelkeztek, s az előkerült feliratokból kiderült, hogy a jüecsik nyelve valójában nem a tokhár, hanem a szaka nyelvhez közelálló iráni kusán nyelv volt.

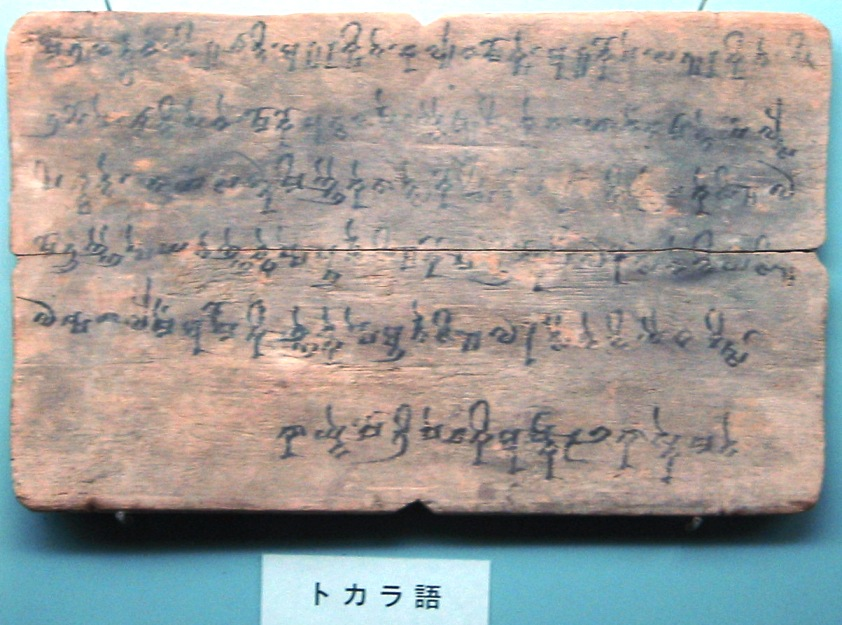
Fatábla tokhár felirattal. Kína, 5-8. század (Tokiói Nemzeti Múzeum)

## A kései tokhár nyelv
A kései szövegek többnyire buddhista vallási szövegek, sok közülük fordítás. Az írásrendszer indiai eredetű, az egész írásbeliség a buddhista kultúrához kötődik, ezért a megfejtés nem okoz nehézséget. A két dialektusban (vagy egyesek szerint két külön, egymással rokon nyelvben – tokhár A és B) számontartott tokhár egy sor nem indoeurópai vonást mutat. E dialektusokat vagy nyelveket durván a 6. századtól a 9. századig beszélték, amikor beszélőik beolvadtak a terjeszkedő ujgur népekbe.